# هوهوكام
حضارة قامت في وسط وجنوب أريزونا بين القرنين الثاني قبل الميلاد والرابع عشر الميلادي تقريبا وكانت معاصرة لحضارة أناسازي واسمها يعني الأسلاف أو القدامى بلغة البيما والباباغو كما وضعه الأثري الأمريكي هارولد غلادوين.

## فترة الرواد (200 ق م – 500 م)
وهي الفترة الأولى وعاشوا في قرى مكونة من مباني مبعثرة مبنية من الخشب والطين وهي مبنية على حفر ضحلة واعتمدوا على زراعة الذرة وجمع البقول البرية والفواكه والصيد حيث ربما كانوا يسقون الزرع بمياه الفيضان وكانت تبنى أقنية للري بطول 3 أميال (5 كيلومترات) في وادي نهر غيلا التي أتت بمياه النهر إلى الحقول حيث كان نظام الري أعظم إنجازاتهم وكما قاموا بالعديد من الصناعات الخزفية.

## الفترة الاستعمارية (500 – 900)
اتسعت الحضارة لتشمل جنوب أريزونا والقرى والمنازل بها تغيرت ولكن تمت إضافة القاعات التي ربما أتى تأثيرها من المايا وتم إضافة القطن إلى المحاصيل وأقنية الري تكاثرت وبحلول العام 700 أصبحت أقنية الر ي أعمق وأضيق لتقليل ضياع المياه بسبب امتصاص الأرض والتبخر، وكذلك تطور الخزف وأخذت أشكال من الأمم المجاورة.

## الفترة الثابتة (900 – 1100)
لا تزال القرى تحتوى على منازل بحفر ينقصها التخطيط مع تحسينات قليلة وكان يتم تسوير القرى أحيانا ويبقى أفضل إنجاز صب أجراس نحاسية في قوالب شمع.

## الفترة الكلاسيكية (1100 – 1400)
كانت فترة سلام مع مجيء قبيلة سالادو وهي قرع من أناسازي من الشمال وعاشوا في منطقة هوهوكام لعقود عديدة قبل أ ن يرحلوا ويختفوا لكن التأثير الرئيسي في حضورهم ظهر في البناء حيث ظهرت بنايات متعددة الطوابق مع جدران ضخمة، وحفر البيوت أصبحت أرق وتمت إضافة البقول والقرع مع الذرة والإضافات كذلك بالطرائد والجذور ونظام الري وصل إلى لأعلى مدى له حيث تم إنشاء ما يقارب عن 150 ميل وتمت إعادة استخدام بعضها في القرن العشرين وأضيفت السلال إلى الخزف.

## النهاية
بحلول العام 1400 انهارت الحضارة لأسباب مجهولة وربما كان شعبا البيما والباباغو اللذان سكنا المنطقة لاحقا منحدران من أهل هوهوكام.